# Panagiota Daskalopoulos
Panagiota Daskalopoulos (griechisch Παναγιώτα Δασκαλοπούλου, * in Griechenland) ist eine griechisch-US-amerikanische Mathematikerin, die sich mit partiellen Differentialgleichungen und Differentialgeometrie befasst.
Daskalopoulos erhielt 1986 ihren Diplom-Abschluss an der Universität Athen und wurde 1992 an der University of Chicago bei Carlos Kenig promoviert (Weak Solutions of Generalized Porous Medium Equations). Als Post-Doktorandin war sie am Institute for Advanced Study. Sie lehrte ab 1993 an der University of Minnesota, ab 1995 an der University of California, Irvine, und ab 2001 an der Columbia University. Dort ist sie Director of Undergraduate Studies.
In Arbeiten mit Richard S. Hamilton und Nataša Šešum entwickelte sie ab 2010 die Theorie sog. „ancient solutions“, die von Bedeutung bei der Untersuchung von Singularitäten geometrischer Flüsse sind (und auch in der Theorie der Renormierungsgruppe in der theoretischen Physik). Sie sind dadurch gekennzeichnet, dass sie in der Zeit von {\displaystyle -\infty } bis zu einer endlichen Zeit {\displaystyle T} bestehen (bestehen sie von {\displaystyle -\infty } bis {\displaystyle \infty } heißen sie „eternal“, also ewig). 2019 und 2020 klassifizierte sie mit Sesum und Sigurd Angenent vollständig die kompakten ancient solutions für Flüsse mittlerer Krümmung (mean curvature flow, der Fluss der Flächen senkrecht zur Oberfläche ist durch die mittlere Krümmung bestimmt) von Hyperflächen in Riemannschen Mannigfaltigkeiten, die gleichmäßig 2-konvex sind. Die Bedingung ist wichtig für die Konstruktion von allgemeinen Lösungen des Flusses mit Hilfe von topologischer Chirurgie. Gleichzeitig entwickelten sie Techniken die asymptotischen Wachstumsraten des Flusses rückwärts in der Zeit abzuschätzen, was den Beweis von Rotationssymmetrie von  Lösungen ermöglichte. Mit diesen Techniken konnten sie auch 2021 (veröffentlicht 2022) mit Angenent und Simon Brendle eine vollständige asymptotische Beschreibung der kompakten nicht-kollabierten ancient solutions von dreidimensionalen Ricci-Flüssen geben, die keine Solitonen sind. Deren Existenz hatte zwanzig Jahre zuvor Grigori Perelman bewiesen (er bewies das im Rahmen seines Beweises der Poincaré-Vermutung). Allgemeiner klassifizierten sie alle rotationssymmetrischen, nicht-kollabierten kompakten nicht-flachen ancient solutons von dreidimensionalen Ricciflüssen. Außerdem bewies sie mit Sesum und Brendle 2021 eine lange offene Vermutung, dass die einzigen nicht-flachen, nicht-kollabierten, kompakten ancient solutions des dreidimensionalen Ricciflusses die Lösung von Perelman und schrumpfende Sphären sind.
2014 war sie eingeladene Sprecherin auf dem Internationalen Mathematikerkongress in Seoul (Ancient solutions to geometric flows). 2005/06 war sie Guggenheim Fellow und 1998 bis 2002 Sloan Research Fellow. Außerdem war sie Simons Fellow. 2022 wurde Daskalopoulos in die American Academy of Arts and Sciences gewählt. Für 2023 wurde sie mit Nataša Šešum mit dem Ruth Lyttle Satter Prize in Mathematics ausgezeichnet.

## Schriften
- mit Carlos Kenig: Degenerate Diffusions: Initial Value Problems and Local Regularity Theory, EMS Tracts in Mathematics, 2007
- mit Richard S. Hamilton, Natasa Sesum: Classification of ancient compact solutions to the Ricci flow on surfaces, J. Diff. Geom., Band 91, 2012, S. 171–214
- mit Sigurd Angenent, Simon Brendle,  Natasa Sesum: Unique Asymptotics of Compact Ancient Solutions to three-dimensional Ricci flow, J. Differential Geom., Band 111, 2019, S.  381–455, Arxiv 2019
- mit Sigurd Angenent, Natasa Sesum:  Uniqueness of two-convex closed ancient solutions to the mean curvature flow, Annals of Mathematics, Band 192, 2020, S. 353–436, Arxiv
- mit Simon Brendle, Natasa Sesum: Uniqueness of compact ancient solutions to three-dimensional Ricci flow, Inventiones Mathematicae, Band 226, 2021, S. 579–651, Arxiv
- mit Sigurd Angenent, Simon Brendle, Natasa Sesum: Unique Asymptotics of Compact Ancient Solutions to Three-Dimensional Ricci Flow, Communications in Pure and Applied Mathematics, Band 75, 2022, S. 893–1180, Arxiv